# Anders G. Högmark
Anders Gösta Högmark, född 29 oktober 1945 i Hedvig Eleonora församling i Stockholm, är en svensk politiker (moderat), som var riksdagsledamot 1979–2006.
I riksdagen var Högmark var ledamot i arbetsmarknadsutskottet och justitieutskottet. Han var även vice ordförande i Europarådets svenska delegation och förste vice ordförande för Riksdagens revisorer. Högmark kommer från Växjö och var invald för Kronobergs län.
Han är civilekonom och har arbetat som småföretagarkonsult. Han är gift och har två barn.